# 高蔵寺ニュータウン
高蔵寺ニュータウン（こうぞうじニュータウン、英: Kozoji New Town）は、愛知県春日井市東部の丘陵地帯に建設されたニュータウン。2024年10月現在の人口は39,361人。
1968年（昭和43年）に入居が開始された、日本で二番目に古い大規模ニュータウンである。千里や多摩と並ぶ黎明期のニュータウンの一つ。

## 概要

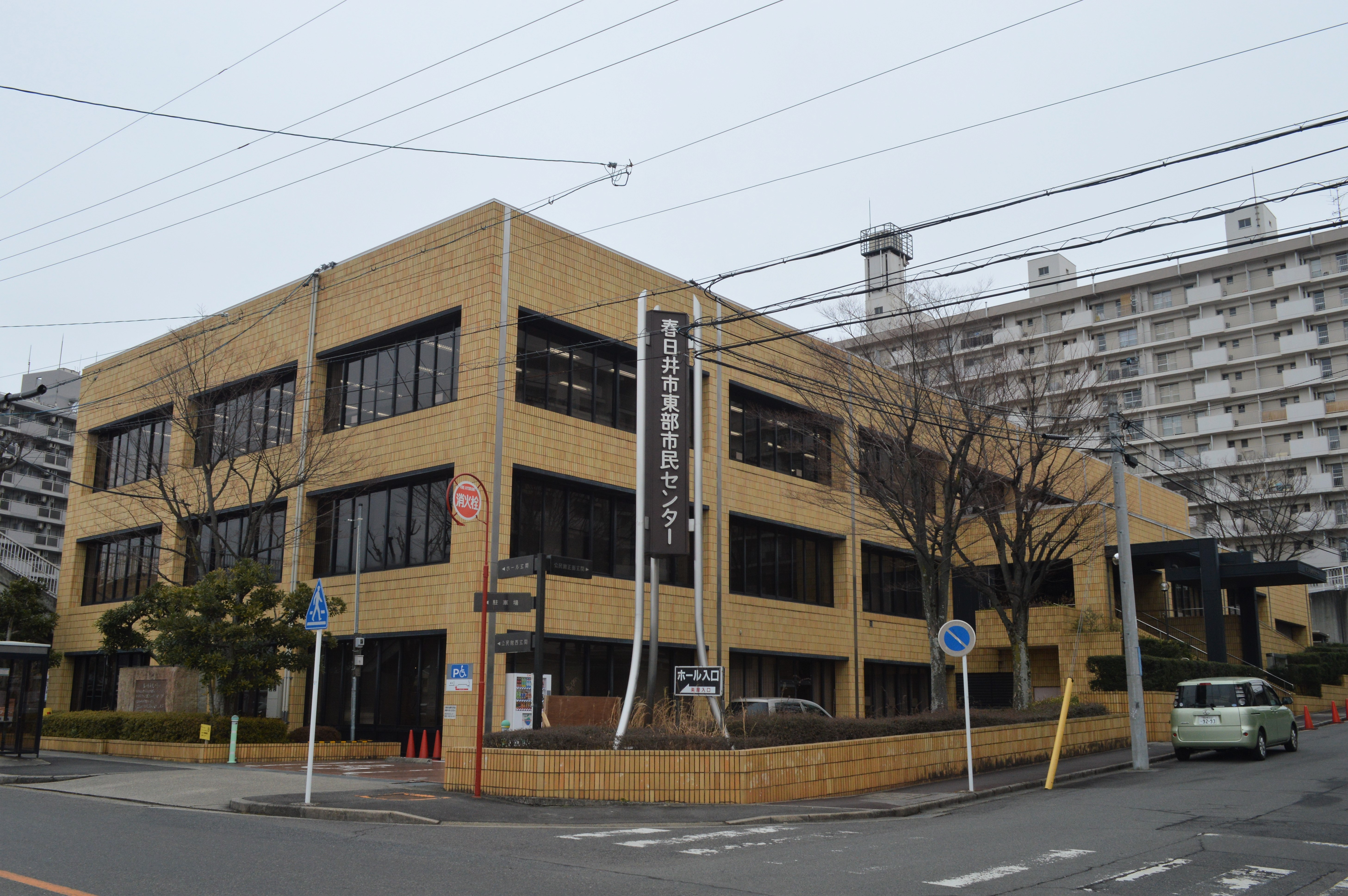
春日井市東部市民センター

東西約4km・南北約4kmに渡るニュータウンで、名古屋圏のベッドタウンとして開発された。東京大学の高山英華研究室が主導した都市計画で、イギリスやフランスのニュータウンの知識を参考にしながら都市開発を行った、戦後日本の代表的なニュータウンである。設計は津端修一。ニュータウンが丘陵地帯を開拓して作られた事にちなみ、地名にはすべて「台」の文字が付けられている。
ニュータウンの中心部には、アピタ高蔵寺店を中核としたサンマルシェと呼ばれるショッピングセンターがあり、このショッピングセンター周辺がニュータウンの中核施設群「センター地区」となっている。また、ニュータウン周辺や国道19号、155号沿いには郊外型の店舗が多数進出している。
ニュータウン内には航空自衛隊高蔵寺分屯基地がある。高蔵寺ニュータウンの計画はこの基地の移転を前提にしたものだったが、移転候補先で反対運動に合い、移転計画が頓挫してしまった。そのため高蔵寺ニュータウンは、基地を抱えたまま現在に至っている。同基地が移転せずその部分が未だに開発されていない分だけ、計画よりも人口が少なくなっている。
名古屋市のベッドタウンであるため、名古屋市への勤務者がきわめて多い。

### リニューアル計画
高蔵寺ニュータウンでは、他地域のニュータウン同様に高齢化と老朽化が深刻な問題になっている。ニュータウン内の人口は、1995年の52,215人をピークに減少が続いている。ただし戸建て住宅の人口はほぼ横ばいであるため、とくに集合住宅での人口が急減しているものと見られる。
そのため、春日井市では「高蔵寺リ・ニュータウン計画」を打ち出して、街のリニューアルに着手している。
- 2016年3月策定 - 「高蔵寺リ・ニュータウン計画」の策定[13]。
- 2021年3月策定 - 「高蔵寺リ・ニュータウン計画2021-2030」（JR高蔵寺駅周辺整備に伴い、高蔵寺町北2丁目、4丁目、白山町1丁目を含んだ都市計画）の策定[14]。

## 地理

### 山地
主な山
- 高座山
- 高森山

### 河川
主な川
- 庄内川（玉野川）
- 高座川
- 新繁田川

### 湖沼
主な池
- 洞口池
- 新池

## ニュータウンの地域概要

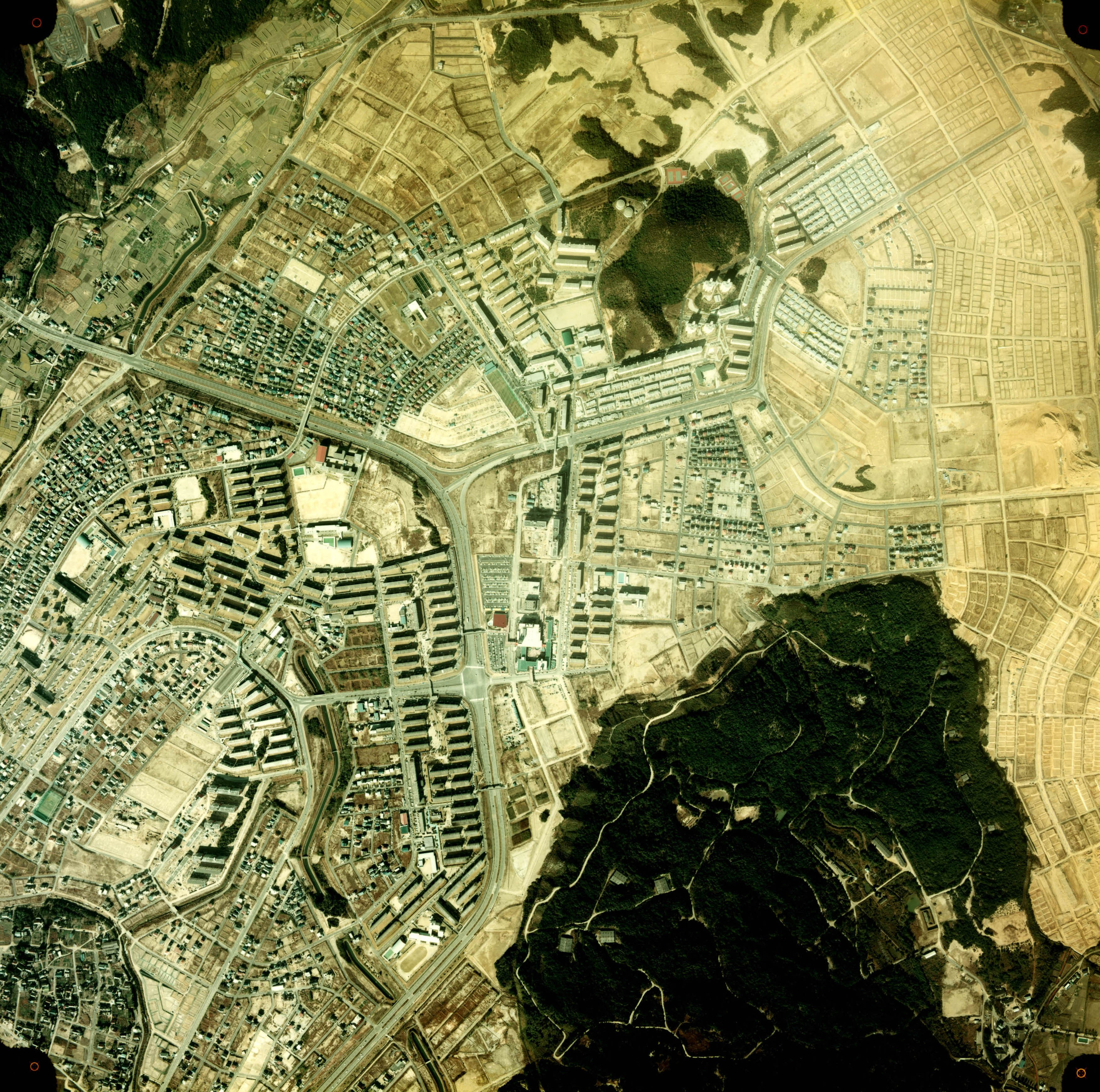
1976年（昭和51年）の空中写真。押沢台にはまだ入居が始まっていない。

以下の人口、高齢化率はすべて2024年10月現在。

### 藤山台
高蔵寺ニュータウンの中で最も早期に番早く整備された街である。人口は8,574人。高齢化率は37.74%。
愛知県立高蔵寺高等学校やグルッポふじとうなどが立地している。

### 岩成台
人口は7,875人。高齢化率は35.49%。

### 高森台
高蔵寺ニュータウンの中でも最も標高が高い。また企業が多く立地している地区である。人口は7,398人。高齢化率は35.41%。

### 中央台
高蔵寺ニュータウンの中央部に位置する。人口4,469人。高齢化率は42.81%。
サンマルシェや高蔵寺郵便局、春日井市東部市民センターが立地する。

### 石尾台
人口4,406人。高齢化率は47.19%。

### 押沢台
高座山の東側に位置し、URによって建設された団地が唯一存在しない地区。人口4,064人。高齢化率は38.82%。

### 高座台
ニュータウンの中でも最も高蔵寺駅に近い地区。人口2,575人。高齢化率は32.82%。

## 歴史・沿革

### 昭和時代
- 1958年1月1日 - 東春日井郡高蔵寺町を春日井市に編入合併[23]。
- 1960年5月 - ニュータウン建設の適地調査（候補地選定）開始。
- 1960年10月 - ニュータウン建設地が高蔵寺に決まる。
- 1963年 - 事業決定[24]。
- 1964年12月 - 造成工事始まる[24]。
- 1966年5月 - 起工式を行う。
- 1967年 - 藤山台の公団住宅建設開始[25]。
- 1968年5月 - 高蔵寺ニュータウン第1次入居（藤山台集合住宅入居）開始[24][26][27]。
- 1969年 - 岩成台の公団住宅建設開始[25]。
- 1971年 - 高森台の公団住宅建設開始[25]。
- 1971年3月 - 岩成台集合住宅入居開始。
- 1971年5月 - 医者村に1件目の診療所が開業。
- 1971年7月 - 藤山台（現在の住所表記では岩成台）に、ココストアが開店。諸説あるものの、同店が日本初のコンビニエンスストアとされることがあり[注 1]、店の前には「日本のコンビニ発祥の地」というプレートが掲げられていた[28][29]。2016年9月1日にタックメイト藤山台店となり、同年11月17日13時[要出典]に閉店した[29]。
- 1972年 - 1965年に次いで高森山で山火事が発生[30]、高森山は禿げ山となる。これを受けて、同年11月に「どんぐり作戦」が始まる（住民の手による緑化として、全国のモデルケースとなる）。中央台の公団住宅建設開始[25]。
- 1973年 - ニュータウン内の違法駐車が問題となり始める。
- 1973年3月 - 高森台集合住宅入居開始。
- 1974年 - 高座台の公団住宅建設開始[25]。
- 1974年7月 - 中央台集合住宅入居開始。
- 1975年 - 石尾台の公団住宅建設開始[25]。
- 1975年2月 - 7つの診療科が揃い、藤山台に医者村と呼ばれる病院の団地が完成。
- 1975年6月 - ニュータウン内を流れる愛知用水で幼児が水死する。
  - 翌年にも児童の転落事故があり、愛知用水をフェンスで厳重に囲う等の対策が取られる事になる。
- 1976年5月 - 雨により高森台で石垣が崩壊し、1名が圧死する事故が発生する。
  - 違法駐車に阻まれて重機が進入できず、救助が遅れてしまった。
  - その後の数か月間で、各所で石垣の崩壊が相次ぎ、石垣の多くが緩斜面に改修される事になる。
- 1976年10月 - 中央台に総合スーパーユニーを核店舗とするショッピングセンターサンマルシェが開店[31]。
  - 現在のアピタ館と北西エリアに相当する部分が開業。
- 1978年 - 一般戸建住宅の建設開始[25]。
- 1978年3月 - 高座台集合住宅入居開始[12]。
- 1979年3月 - 藤山台で火災が発生。違法駐車に阻まれてはしご車が進入できず、乳児が焼死する。
  - これを受けて、「緑を取るか駐車場を取るか」の議論に決着をつけて、駐車場の造成が進む事になる。
- 1980年 - 愛知県立高蔵寺高等学校が藤山台東部[要出典]に開校[32]。
- 1982年 - 航空自衛隊高蔵寺分屯基地の部分が未着工のままで、竣工となる[27]。
- 1982年9月 - 高森台の業誘致エリアへの工場誘致に対して反対運動が起こる。それを受けて反反対運動も起こり、両者で署名合戦となる。
  - ニュータウンの当初計画にあった「雇用の創出」にはつながらなかったものの、その後、高森台に各企業の物流センターや社員寮のような種類の施設が進出し、現在に至っている。
- 1983年 - 中央台西部に春日井市東部市民センターがオープン。
- 1983年8月 - 岩成台西集合住宅入居開始。
- 1984年4月 - 石尾台にスーパーナフコを誘致。

### 平成時代
- 1992年4月 - サンマルシェ南館が開業[13]。
- 1999年4月 - サンマルシェ南西エリアが開業。
- 2002年4月 - 中央台で山火事が発生、自衛隊敷地に燃え広がる。
- 2004年4月 - 高座山の南側で山火事が発生、自衛隊敷地に燃え広がる。
- 2005年5月 - サンマルシェ本館を建て替え[13]、アピタ館がオープンする。
- 2006年4月 - サンマルシェ循環バスの試験[要出典]運行開始[13][31]。
- 2008年 - ニュータウン40周年。
- 2016年3月 - 「高蔵寺リ・ニュータウン計画」の策定[13]。
- 2017年1月 - 高蔵寺ニュータウンを舞台にしたドキュメンタリー映画『人生フルーツ』が公開される[33]。
- 2017年10月 - 春日井市と春日井商工会議所、大垣共立銀行などが「高蔵寺まちづくり株式会社」を設立する[34]。
- 2018年4月 - グルッポふじとうが旧藤山台東小学校に開設[35][36]。
- 2018年 - ニュータウン50周年[13]。高森台団地の集約計画が順次開始される。

### 令和時代
- 2021年3月 - 「高蔵寺リ・ニュータウン計画2021-2030」の策定[14]。

## 教育機関

### 高等学校
- 愛知県立高蔵寺高等学校

### 中学校（市立）
- 春日井市立石尾台中学校
- 春日井市立岩成台中学校
- 春日井市立高森台中学校
- 春日井市立藤山台中学校

※ 高座台1丁目～4丁目は春日井市立高蔵寺中学校校区。5丁目のみ岩成台中学校校区。

### 小学校（市立）
- 春日井市立石尾台小学校
- 春日井市立岩成台小学校
- 春日井市立岩成台西小学校
- 春日井市立押沢台小学校
- 春日井市立高座小学校（所在地は高蔵寺町北。学区に高座台1〜4丁目を含む）
- 春日井市立高森台小学校
- 春日井市立中央台小学校
- 春日井市立東高森台小学校
- 春日井市立藤山台小学校
  - 春日井市立藤山台東小学校（2013年（平成25年）3月で廃校）
  - 春日井市立西藤山台小学校（2016年（平成28年）3月で廃校）

## 交通
最寄り駅である高蔵寺駅からニュータウンの中心部へは、2km離れているうえに大きな坂を上る必要がある。高蔵寺駅からニュータウン方面へは名鉄バスが運行しており、バスの本数も比較的多い。しかし、ニュータウン内では自家用車が広く利用されており、自動車免許を持たない交通弱者への対応が課題となっている。
そのほか、ニュータウンから春日井市民病院まではかすがいシティバスはあとふるライナーが、ニュータウン内にはサンマルシェ循環バスが走っている。令和4年度からオンデマンド乗合サービス（乗合タクシー）の実証実験を行っている。2023年2月からは、自動運転車両の定常運行が開始された。

### 鉄道
- JR中央本線：高蔵寺駅
- 愛知環状鉄道・愛知環状鉄道線：高蔵寺駅

### バス（路線バス）
- 名鉄バス
- かすがいシティバス
- サンマルシェ循環バス

### 道路
- 県道：愛知県道199号高蔵寺小牧線
- 国道：国道19号線、国道155号線